# Calamus endauensis
Calamus endauensis är en enhjärtbladig växtart som beskrevs av John Dransfield. Calamus endauensis ingår i släktet Calamus och familjen Arecaceae. Inga underarter finns listade i Catalogue of Life.